# Kanton Wassy
Kanton Wassy (fr. Canton de Wassy) je francouzský kanton v departementu Haute-Marne v regionu Grand Est. Tvoří ho 24 obcí. Před reformou kantonů 2014 ho tvořilo 20 obcí.

## Obce kantonu
od roku 2015:
- Attancourt
- Bailly-aux-Forges
- Brousseval
- Ceffonds
- Dommartin-le-Franc
- Doulevant-le-Petit
- Droyes
- Frampas
- Laneuville-à-Rémy
- Longeville-sur-la-Laines
- Louze
- Montier-en-Der
- Montreuil-sur-Blaise
- Morancourt
- Planrupt
- Puellemontier
- Rachecourt-Suzémont
- Robert-Magny
- Sommevoire
- Thilleux
- Vaux-sur-Blaise
- Ville-en-Blaisois
- Voillecomte
- Wassy

před rokem 2015:
| Obec                    | Počet obyvatel (1999) | PSČ   | INSEE |
| ----------------------- | --------------------- | ----- | ----- |
| Allichamps              | 371                   | 52130 | 52006 |
| Attancourt              | 241                   | 52130 | 52021 |
| Bailly-aux-Forges       | 126                   | 52130 | 52034 |
| Brousseval              | 832                   | 52130 | 52079 |
| Domblain                | 92                    | 52130 | 52169 |
| Dommartin-le-Franc      | 258                   | 52110 | 52171 |
| Doulevant-le-Petit      | 36                    | 52130 | 52179 |
| Fays                    | 80                    | 52130 | 52198 |
| Louvemont               | 742                   | 52130 | 52294 |
| Magneux                 | 163                   | 52130 | 52300 |
| Montreuil-sur-Blaise    | 165                   | 52130 | 52336 |
| Morancourt              | 99                    | 52110 | 52341 |
| Rachecourt-Suzémont     | 93                    | 52130 | 52413 |
| Sommancourt             | 54                    | 52130 | 52475 |
| Troisfontaines-la-Ville | 388                   | 52130 | 52497 |
| Valleret                | 67                    | 52130 | 52502 |
| Vaux-sur-Blaise         | 440                   | 52130 | 52510 |
| Ville-en-Blaisois       | 155                   | 52130 | 52528 |
| Voillecomte             | 470                   | 52130 | 52543 |
| Wassy                   | 3 294                 | 52130 | 52550 |